# 만수천 (인천)

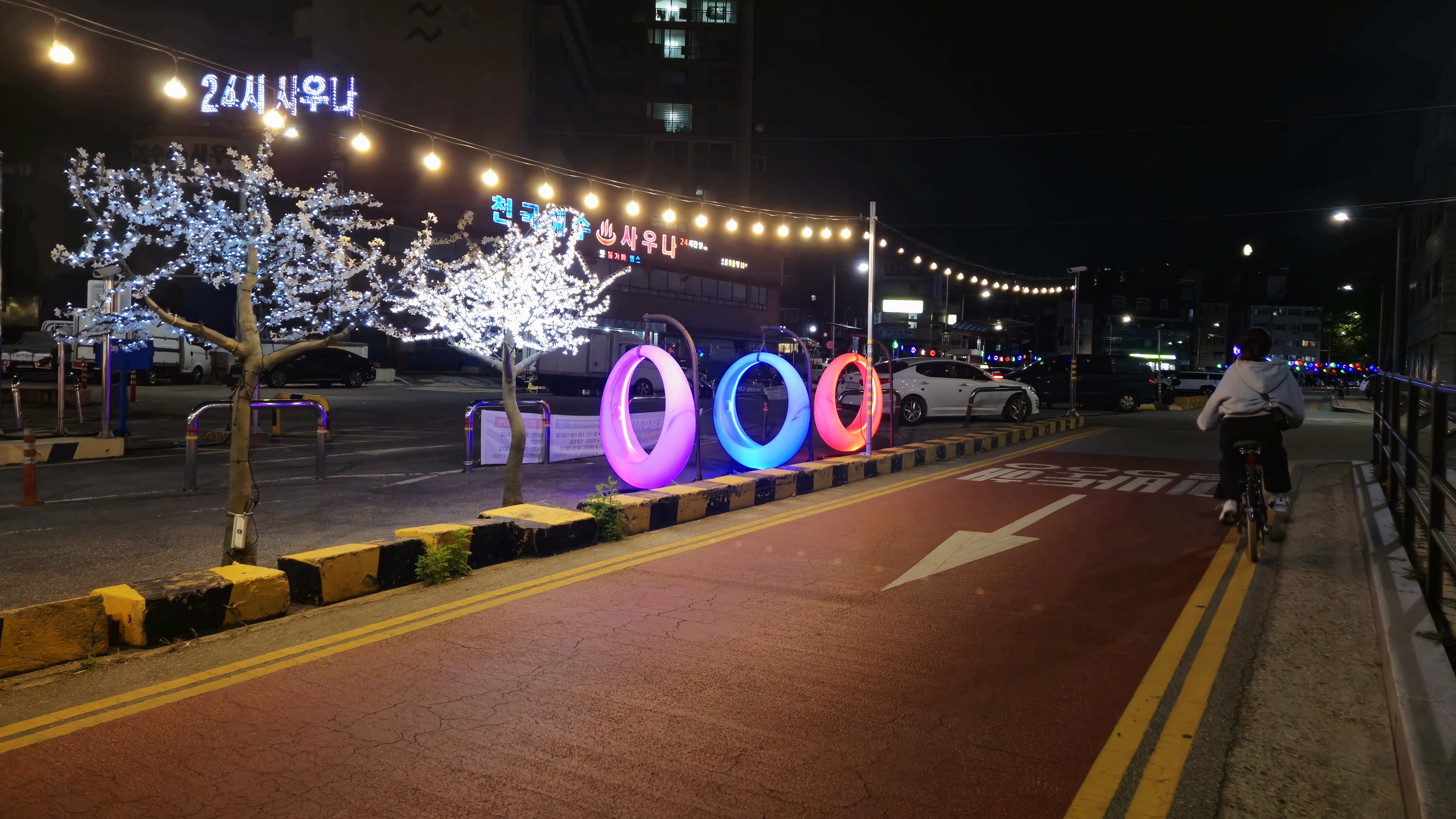
만수천 빛의거리(복개동로 만수동 측면)

만수천(萬壽川)은 인천광역시 남동구 만수동 광학산에서 발원해 남동구 수산동 부근에서 장수천과 합류하는 유역면적 5.5km2, 길이 5.5km의 하천이다.
조선시대에는 장수천과 합류하는 부근이 중국 무역선이 닿았던 포구로 쓰였다고 한다. 1990년대 초기에 시가지 확장으로 대부분의 구간을 콘크리트로 복개 했고, 2000년대 초반에 남동구청부터 장수천 합류구간까지 구간도 복개해서 주차장과 체육공원 등을 조성했다.

## 개요
만수천은 하천이지만 복개공사가 완료된 이후 주차장으로 이용중인 상태이다. 신만수교가 하천의 교량이다기보다 육지 형태로 구성되어 있지만 주차장 아래는 하천이 흐르고 있다.

## 구성
하천의 복개 이후 주차장으로 활용되고 있으며, 야간에는 조명무대가 주차장 양측에 배치되어 운행된다.
- 만수천 빛의거리 : 인천광역시 남동구 만수복개천 공영주차장 양옆 일방통행 전구간(만수동 1003)에 걸쳐 2023년 12월에 조성되었다.

- 1공영주차장과 2공영주차장 사이에 12m의 대형 크리스마스 트리가 설치되고 2가지의 서로다른 빛의 터널이 방문객들을 맞는다.

- 2공영주차장과 3공영주차장 사이에는 민들레 꽃밭과 보름달을 형상화한 포토존이 놓이고 3공영주차장과 4공영주차장 사이에는 LED놀이터 포토존도 선보였다.
- 지구의날에는 전기를 아끼는 행사에 참여하곤 한다.

좌측은 복개서로(구월동 관할), 우측은 복개동로(만수동 관할)로 이어 붙어진 길이 존재한다. 해당 도로들은 편도로 운영되며, 상행은 복개서로, 하행은 복개동로가 맡고 있다.

## 사진

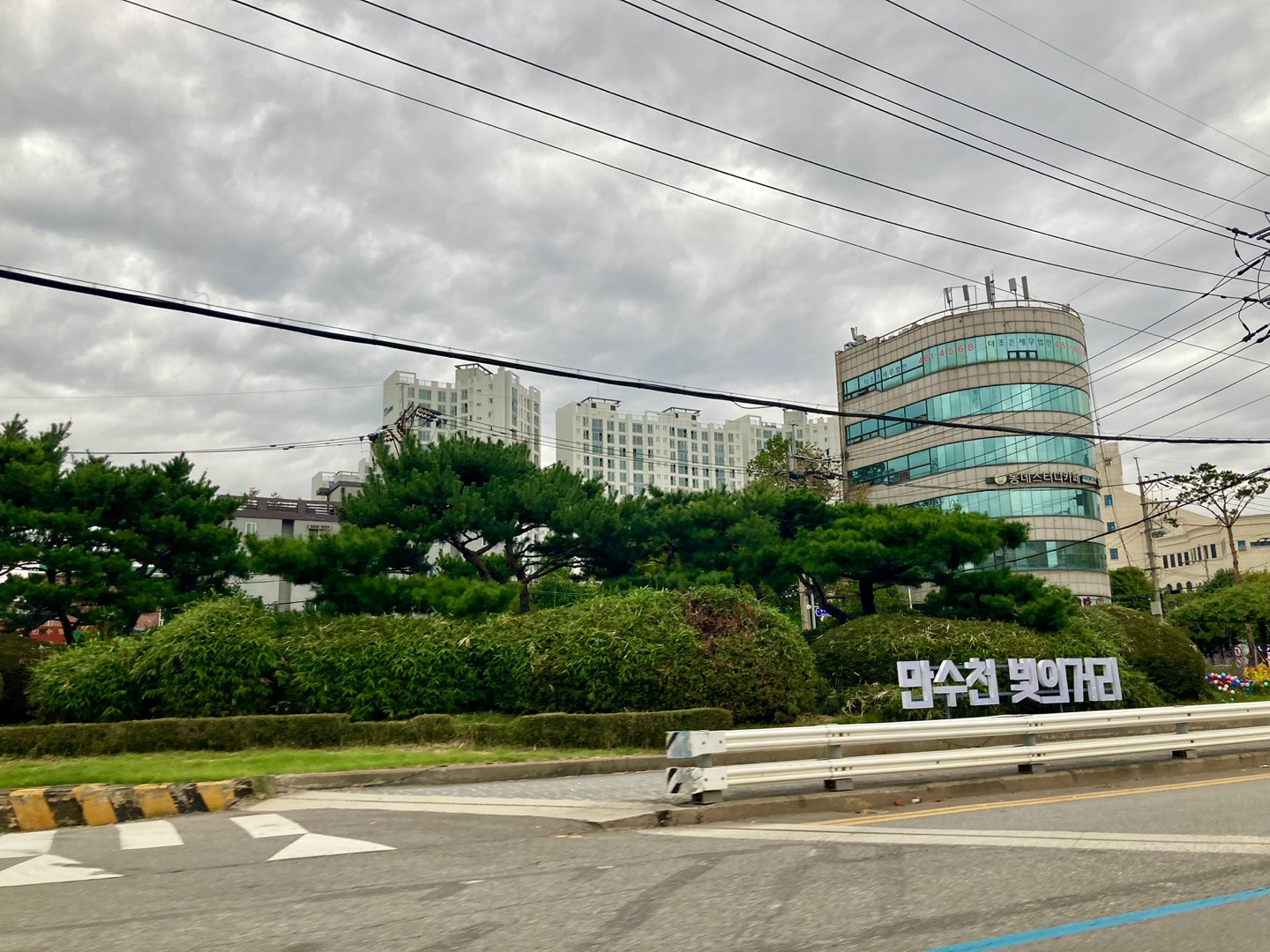
만수천 빛의거리
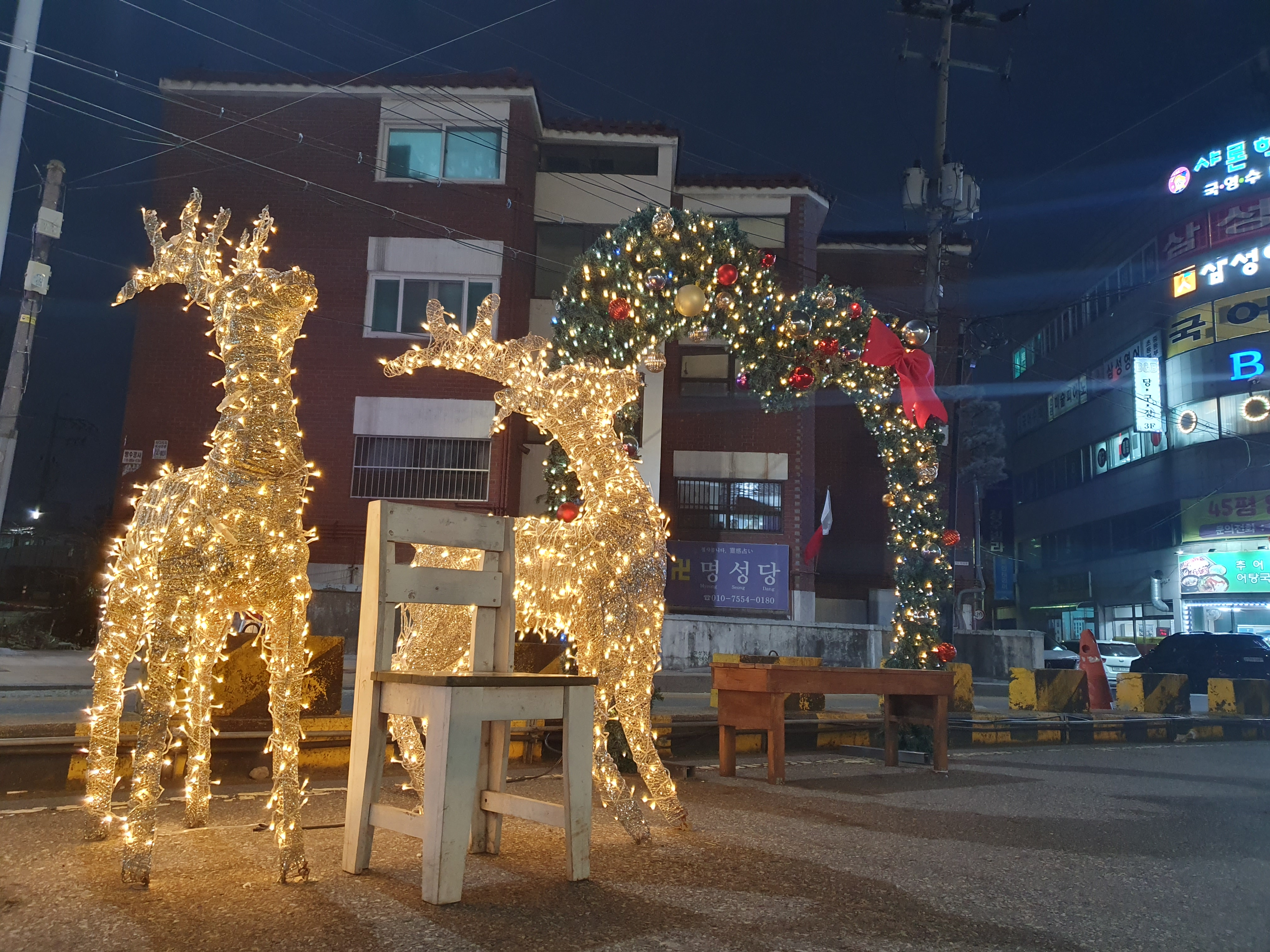
만수천 빛의거리(야경)
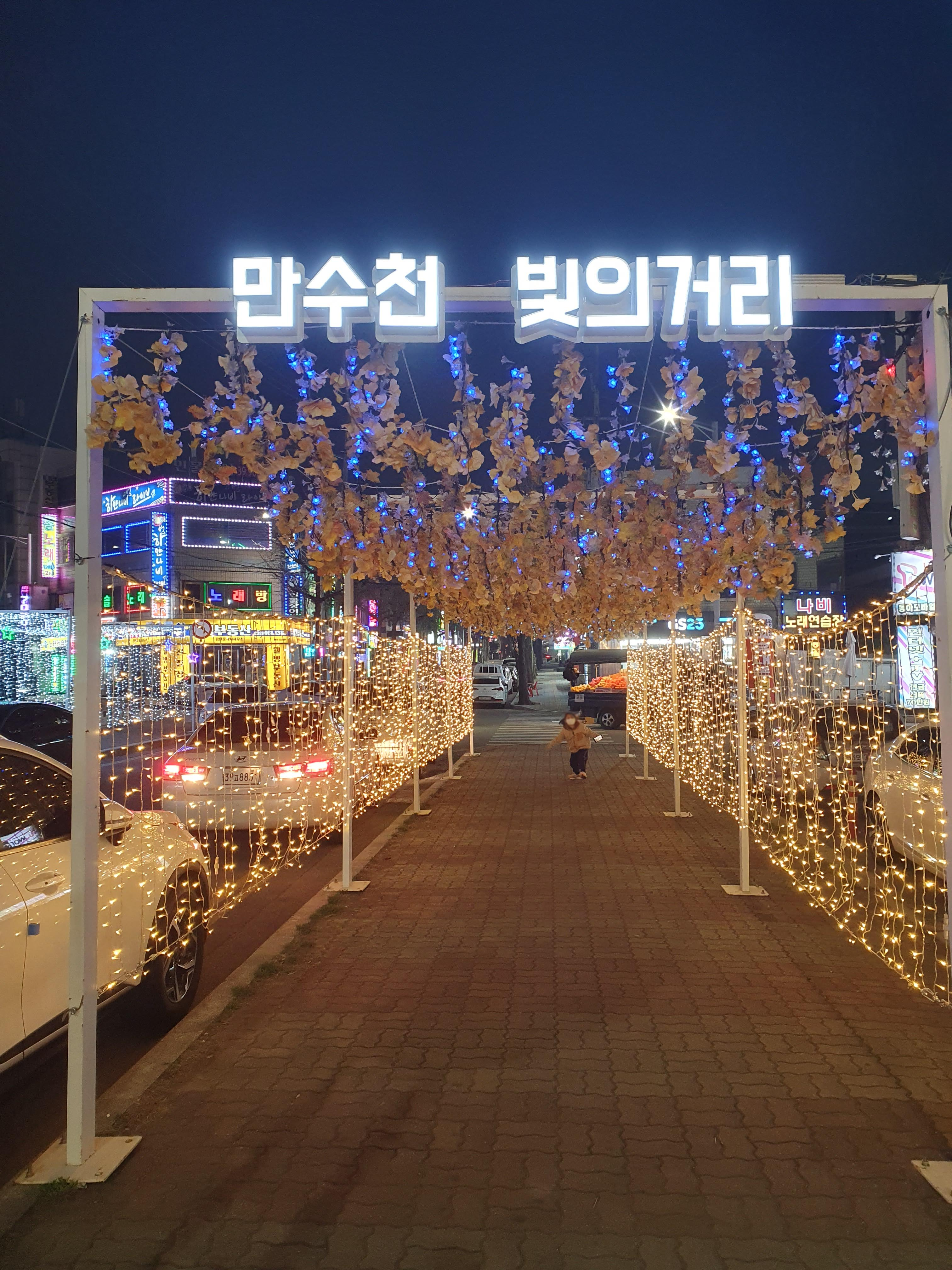
만수천 빛의거리(야경)
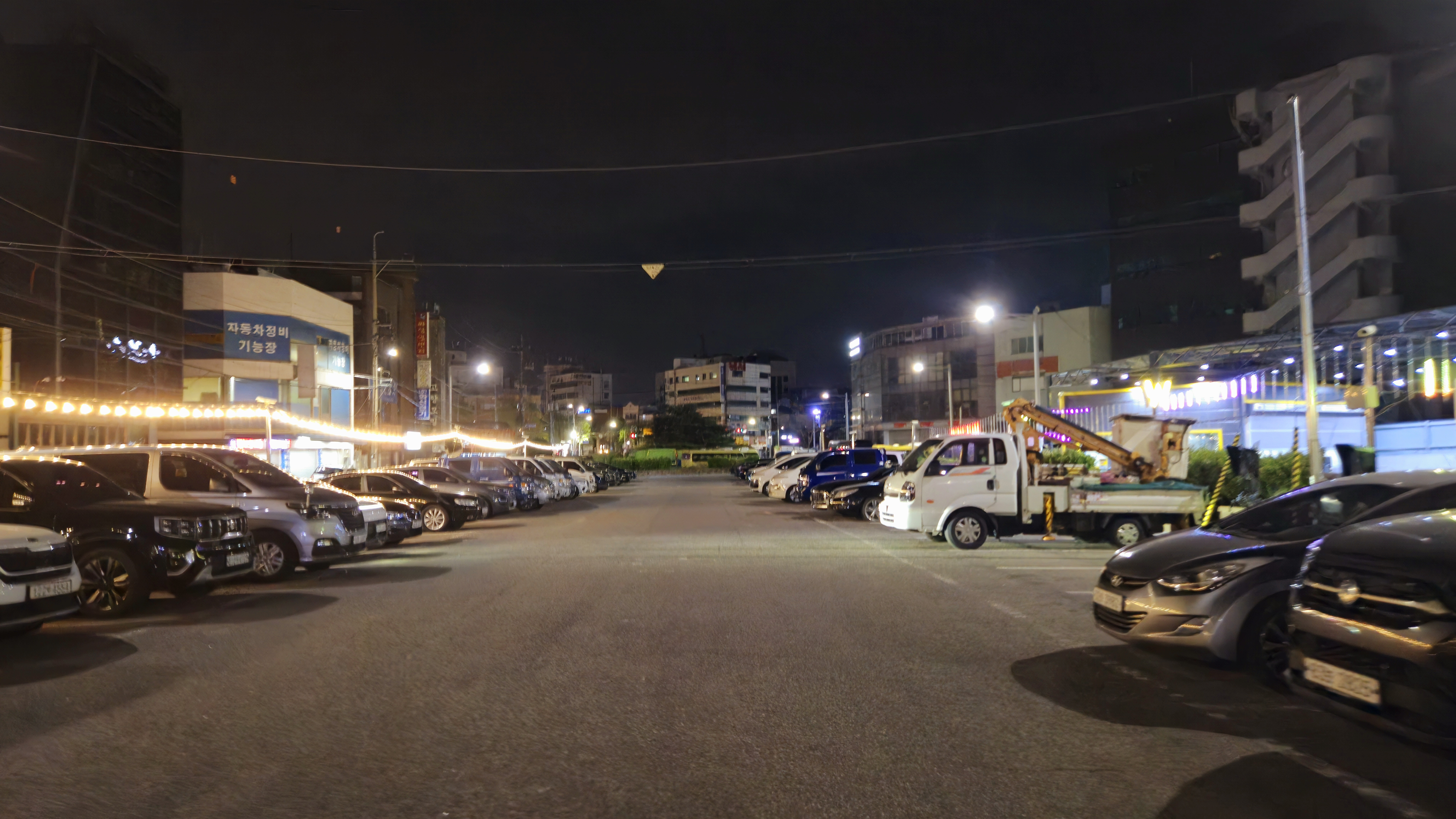
만수천 주차장
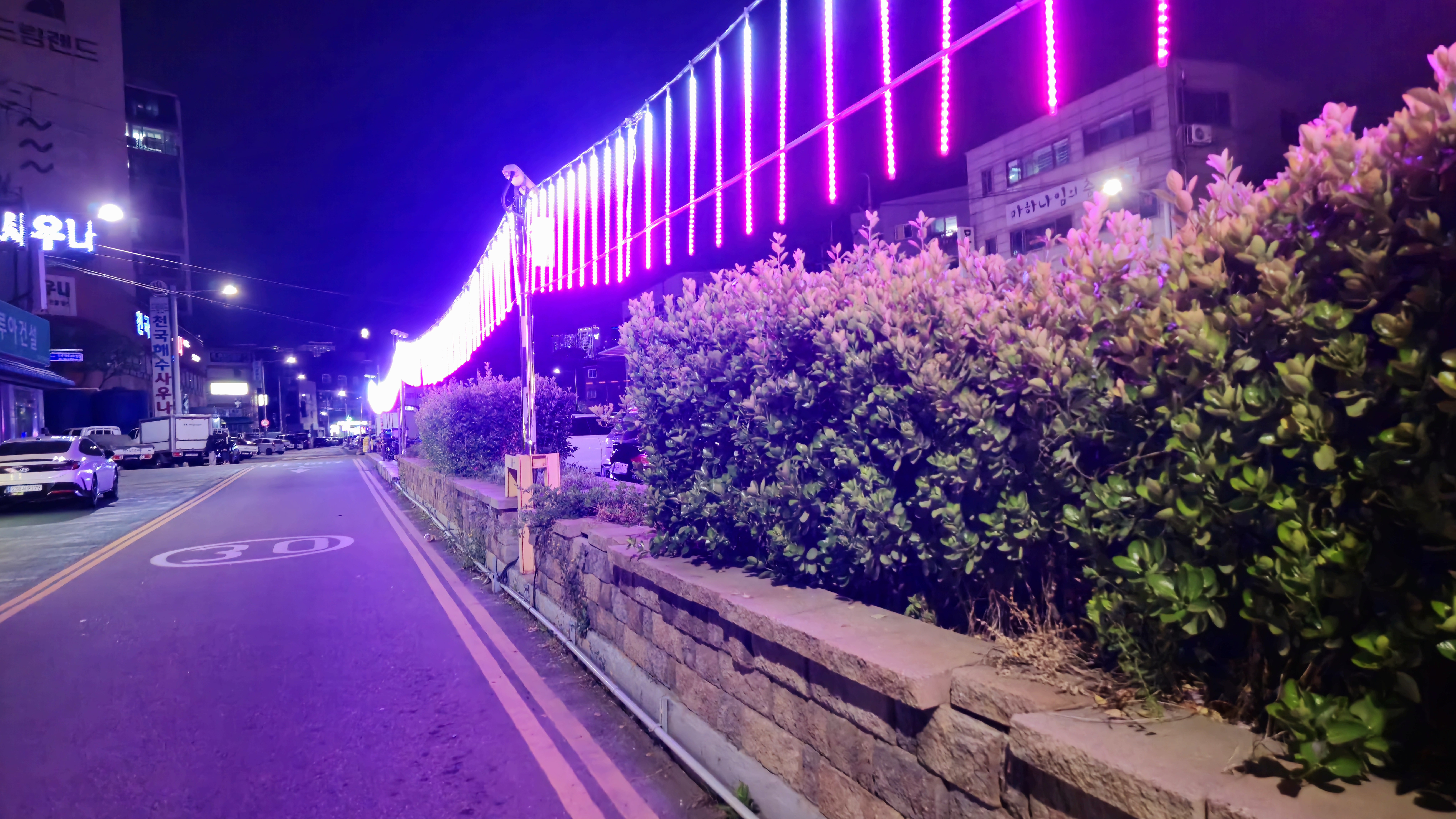
복개서로 빛의거리
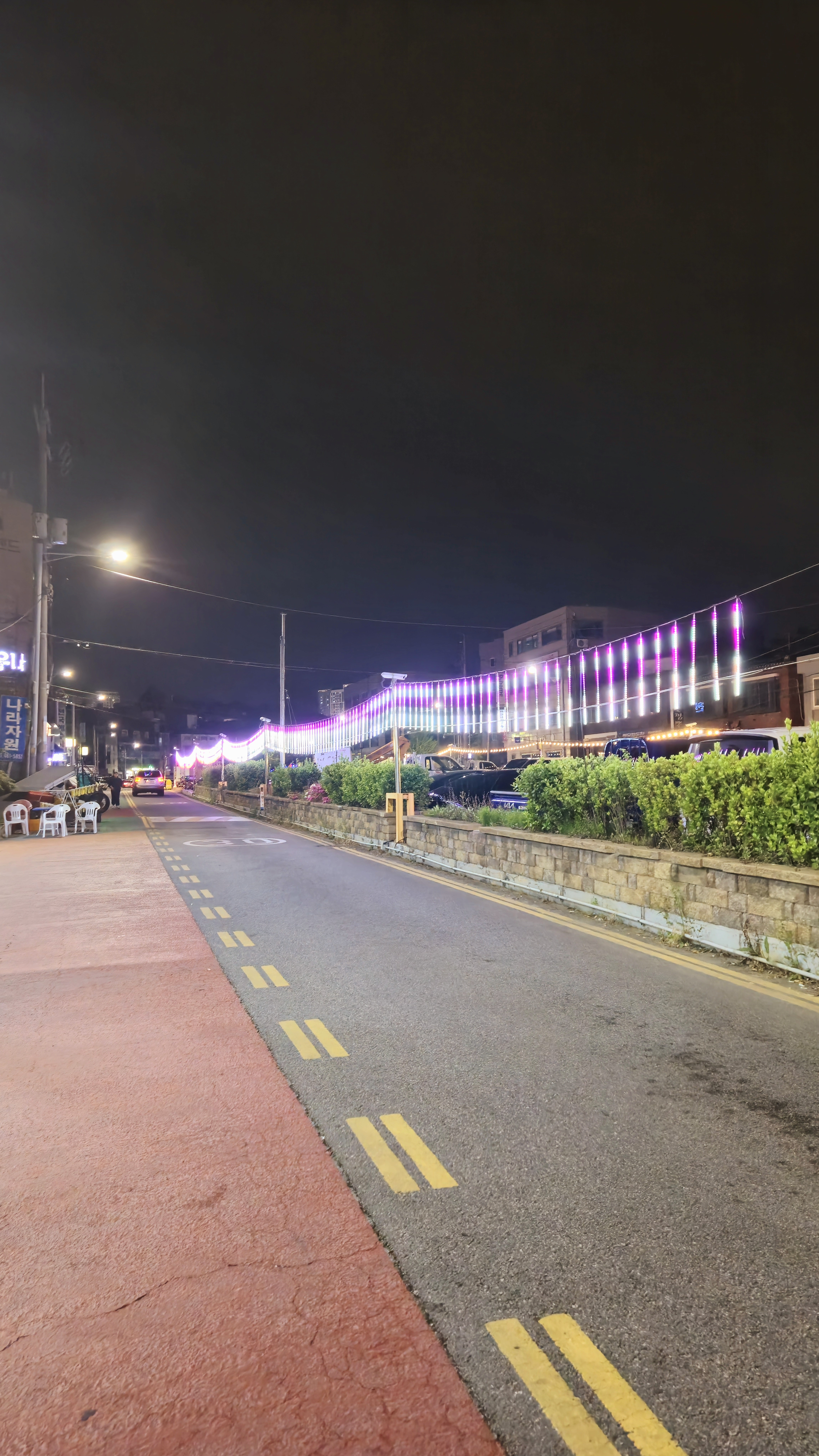
복개서로 빛의거리
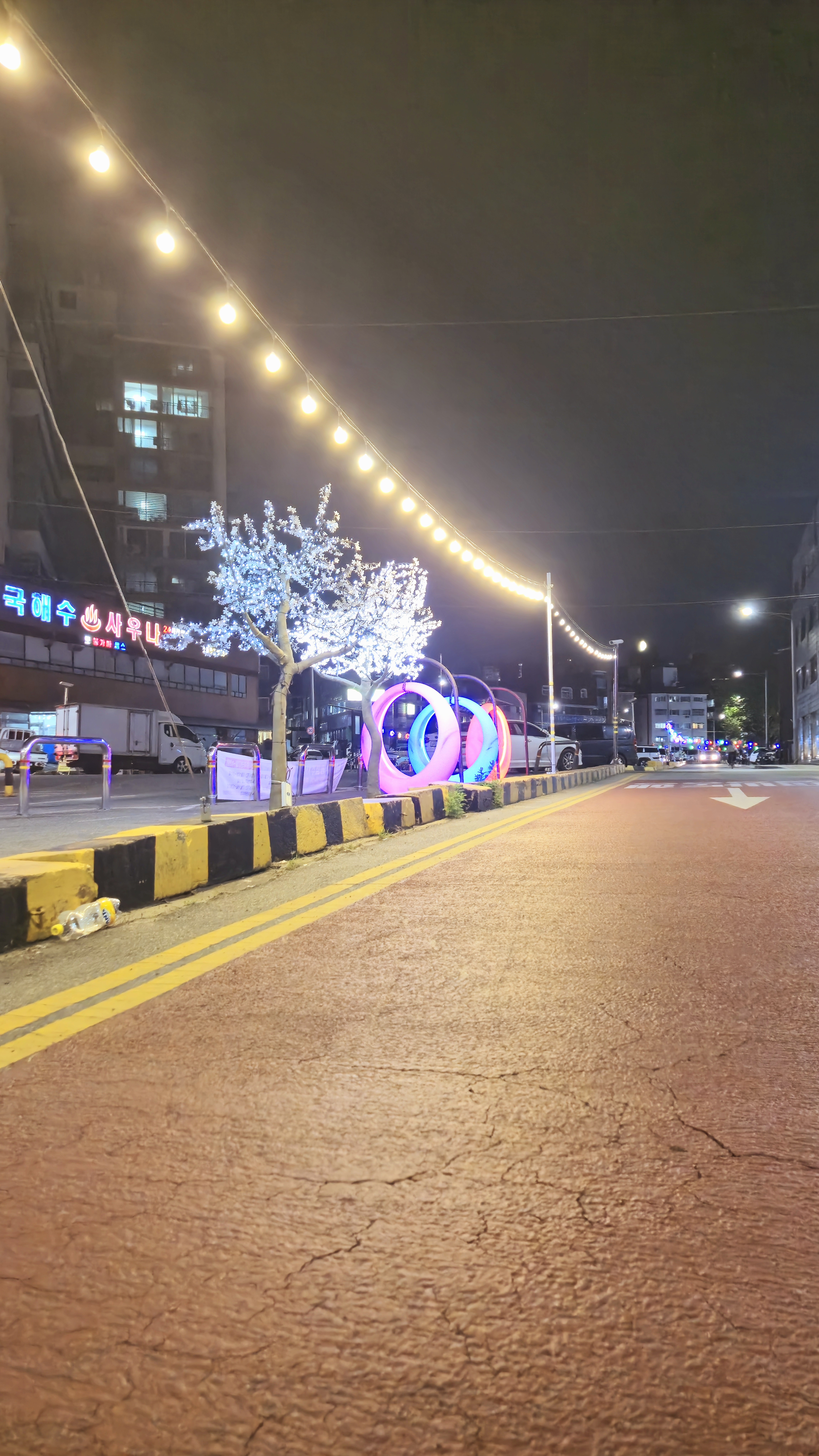
복개동로
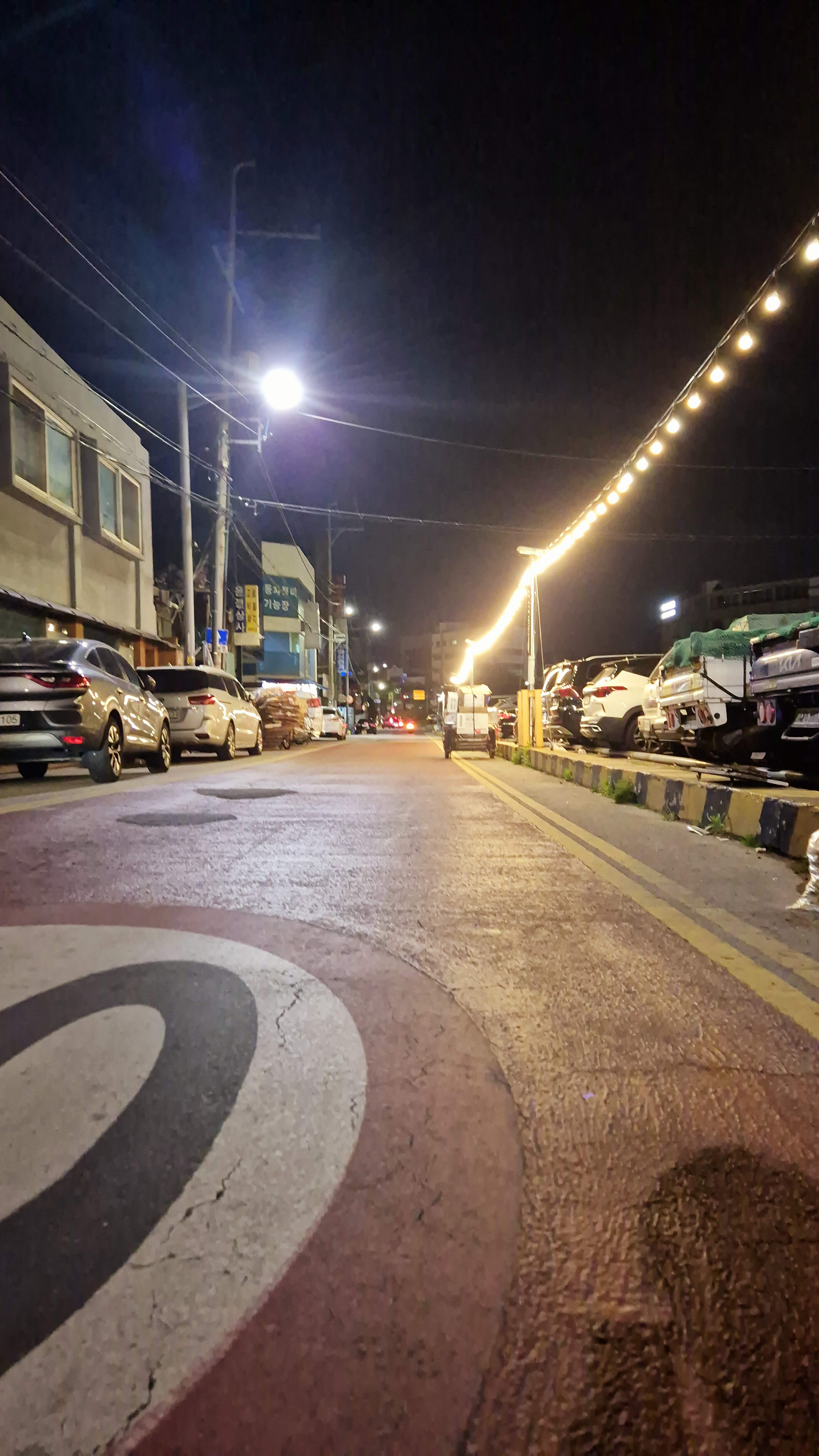
복개동로
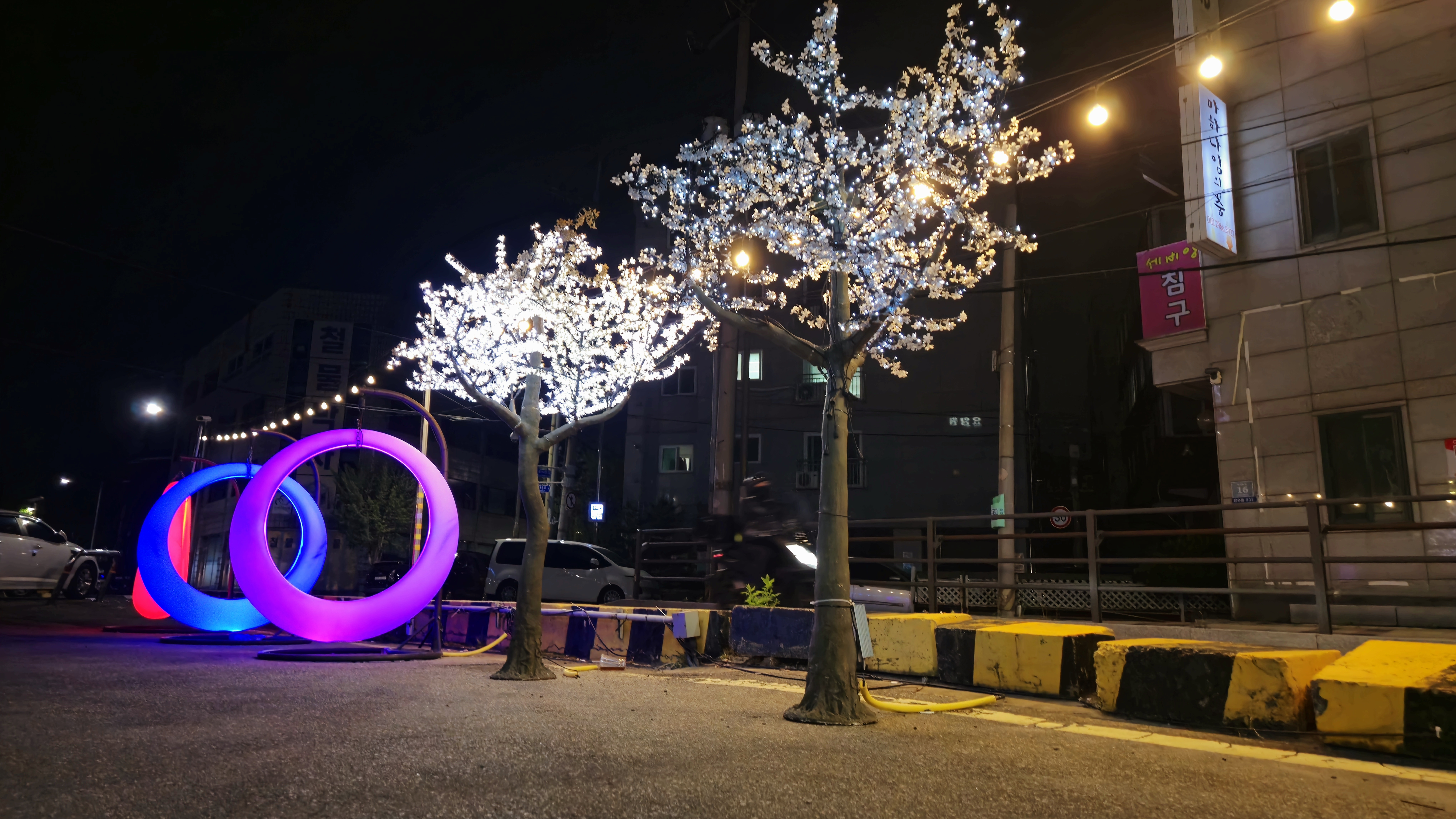
복개동로 조형물
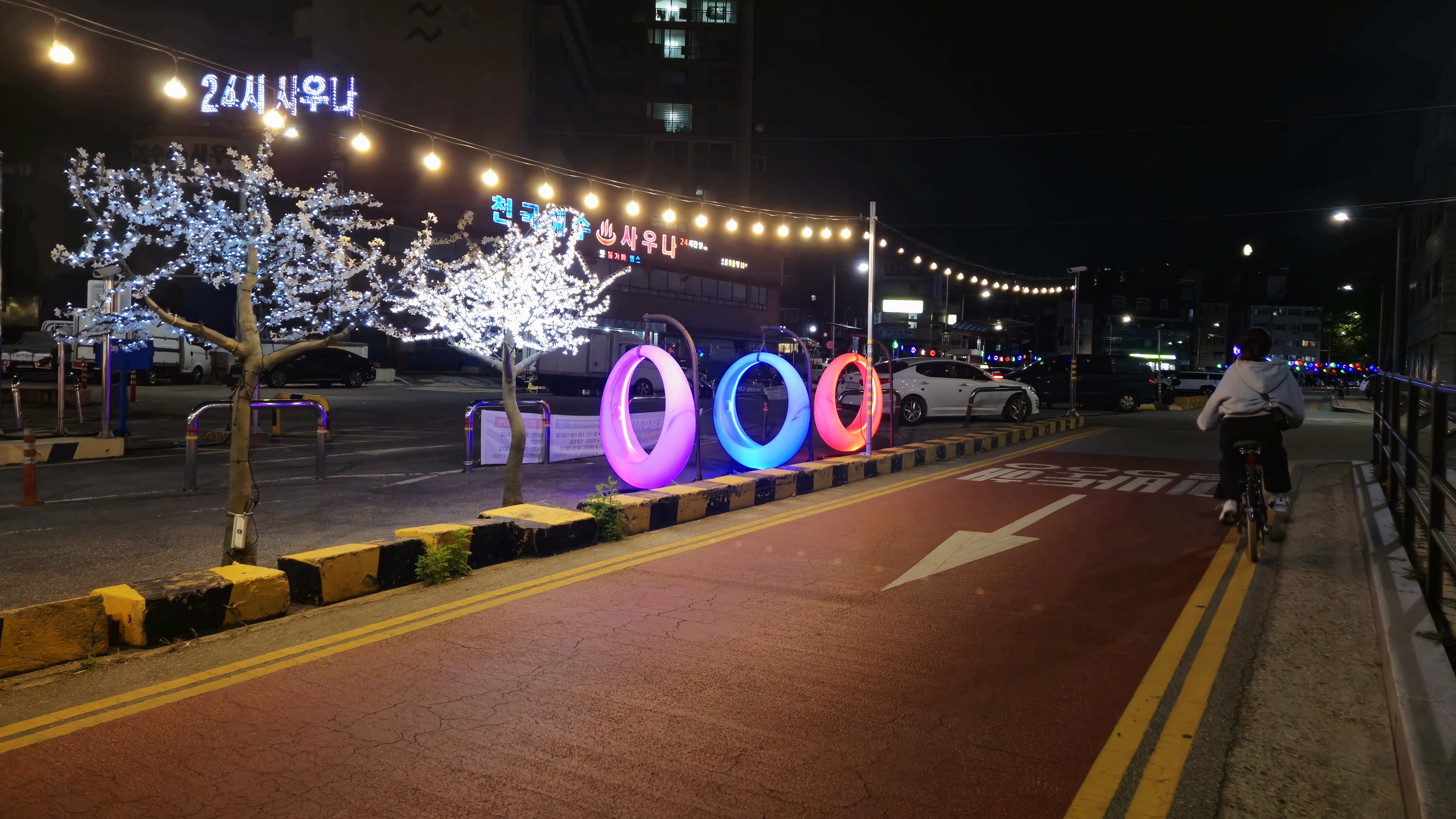
복개동로 조형물

## 구간
인천광역시 남동구 간석동 광학산 ~ 구월체육공원 ~ 남동구보건소 ~ 남동구청 ~ 수산동 ~ 장수천 합류

## 같이 보기
- 복개동로
- 복개서로
- 하촌서로
- 하촌로